# 中田考
中田 考（なかた こう、1960年〈昭和35年〉7月22日 - ）は、日本のウラマー、実業家、ライトノベル作家。株式会社東講（旧・カリフメディアミクス）代表取締役社長。矢内東紀が運営するリサイクルショップを支援している。哲学博士。食品衛生責任者。元同志社大学客員教授。元同志社大学一神教学際研究センター客員フェロー。元同志社大学アフガニスタン平和開発研究センター客員上級共同研究員。元同志社大学教授。

## 名前
ムスリム名はハサンで、カイロ大学の博士号認定証にはハサン考中田（ハサン・コウ中田、ハサン・コウ・ナカタ、アラビア語: حسن كو ناكاتا、英語: Hassan Ko Nakata）と記載されている。
他にハサン中田（ハサン・ナカタ、アラビア語: حسن ناكاتا）あるいはハサン中田考（ハサン・ナカタ・コウ、アラビア語: حسن ناكاتا كو）とも呼ばれる。

## 経歴
1960年に岡山県に生まれ、兵庫県芦屋市、西宮市で育つ。親戚に日本軍第1師団の参謀長を務めた新免行太郎がいる。先祖は宮本武蔵の主筋である新免家であり、新免家の生まれである曽祖父が中田家に養子に入った。
灘中学校・高等学校を卒業し、早稲田大学政治経済学部に入るが、翌年東京大学文科三類に入り直す。
東京大学文学部イスラム学科卒業(1984年)、同大学院人文科学研究科宗教学宗教史学修士課程修了・イスラーム学修士号取得(1986年)。カイロ大学大学院文学部哲学科博士課程修了(1992年)Ph.D.取得後、在サウジアラビア日本国大使館専門調査員を務めた。
1994年以降は日本に拠点を置いている。宝積比較宗教文化研究所研究員(1994年)、山口大学教育学部助教授(1995年)、日本学術振興会カイロ研究連絡センター所長(1997年)、同志社大学神学部神学研究科教授、同志社大学一神教学際研究センター幹事(2003年)と日本のアカデミックな職場を転々としたのち辞職。
株式会社東講（旧・カリフメディアミクス）創業(2013年)。同年シリアに渡航し、反アサド派に従軍。
2016年10月31日、中田が経営する豊島区のリサイクル店で、違法行為があった疑いによって警視庁に家宅捜索された。その後12月5日付でリサイクル店の役員の男が、古物営業法違反容疑で書類送検された。中田本人は関与が薄かったとして立件を見送られた。

## 業績
イスラム法学者としてのキャリアをイブン・タイミーヤに関する研究からスタートした。カイロ大学における博士論文は「イブン・タイミーヤの政治哲学」（アラビア語: الفلسفة السياسية عند ابن تيمية、英語: Political Philosophy of Ibn Taimiah）で、この論文により1992年6月1日付で博士号（Ph.D.）が授与されている。
タイミーヤの政治思想、哲学思想、法学に関する論文を書いた後、イスラム法学におけるカリフ論、バイア論、寛容論（イスラームにおける寛容思想）などに関する論文を書き、自身の基盤となるハンバル学派の解釈を軸にした古典イスラム法学の研究、イスラム法学に基づく統治を目指すイスラーム主義の研究、そして現実のムスリム国家の政体に関する研究を重点的に行うようになる。
ハンバル学派におけるコーラン解釈を『イスラーム法の存立構造』（ナカニシヤ出版、2003年）で初めて本格的な形で日本に提示、正統10伝承の異伝を全て訳す、という、世界初唯一の翻訳本『日亜対訳 クルアーン――「付」訳解と正統十読誦注解』（作品社、 2014）を出版。コーランと預言者ムハンマドの言行（スンナ）を重視するイスラム理解が研究の姿勢に色濃く反映されている。

## 主張

### 要約
カリフ制の再興を訴え、イスラム法に基づいた思想を持っている。彼は「クルアーンを一文たりとも冒涜する者はムスリムではない」と唱える。

### 主張の詳細
従来の「イスラム原理主義」研究について、「原理主義」という語を蔑称として用いる「世俗主義者」の視点によるものであると批判しており、その原因は「自らは実践しない高邁な理想を口にすることを恥じない西欧文明の病理」にあると主張している。
イスラーム世界の人々に対しては、イスラームの教えに基づき近代国民国家と不換紙幣による支配を打破し、カリフ制を再興する義務があると主張している。また人類全体に対しても、国境を廃して国民国家の支配から解放されるべきであると訴えている。具体的には、「ムスリムが権力の中心を担いながらイスラームの統治に共鳴する異教徒の庇護民と共存するイスラーム法の法治空間である『イスラームの家』と『戦争の家』が相互不干渉の協定を結び、人間の移動を自由化し、イスラーム法の統治を望む者は『イスラームの家』に移住し、『自由＝無法』を望む者は『戦争の家』に無条件に移住することができるシステムを構築することが最善と思われる。そのためには自由、平等を唱導する国家群は国境を完全に開放し、なによりも人間の移動の即時完全自由化を果たす必要がある」と述べている。
2009年に行われた第51回オリエント学会大会の公開講演では、「新しく選ばれるカリフは、背教者を除く全ての異教徒を庇護民として受け入れるハナフィー派、マーリキー派の定説、それにハンバリー派の少数説が採用されることを希望しまた予測してもいます」と述べている。
キリスト教徒による十字軍がエルサレム等で大量虐殺を行ったのに対して、最後の普遍宗教であるイスラームではそのような事態を防ぐため律法が整備されているとし、イスラームの優越性を主張している。また第一次世界大戦や第二次世界大戦の参戦国は多くが政教分離を行った国であることから、政教分離原則は「戦争の阻止に何らの役割も果たさなかった」と主張している。そして政教分離原則が「信教の自由の弾圧を防ぐ」という主張に対しては、共産主義国家が宗教を弾圧した例を挙げて反論としている。
なおウィキペディアについては「Wikipediaが当てにならないことを知るには『中田考』の項目を見るのが一番です」と発言している。ただし、これは2010年当時の記述への発言である。
その後では「自分の項目は見ないが記事を参考にすることもある」との趣旨のツイートがある。中田は2018年現在も、当項目のどこが間違いなのかについては、「イスラームにおいては、他人の内心を詮索することはしません」との教義を忠実に守り公式に回答していない。

#### イスラームの信仰について
ムハンマド風刺漫画掲載問題に関して、預言者ムハンマドの肖像を描くことはイスラームの教えにより禁じられた偶像崇拝にあたるという日本国内の報道に対し、イスラーム世界ではそのような解釈はなされていないと反論している。イスラーム世界において絵画描写が抑制される傾向にあったのは事実だが、絵画や彫像がまったく存在しないということはなく、ムハンマドの肖像が描かれた事例もあると指摘している。
イラク日本人青年殺害事件に関して、イスラーム法において人質を処刑する義務はないが、殺害行為そのものは禁止されていないとの見解を示した。そして被害者がイスラエル経由で入国していたことから、組織についての情報が敵であるイスラエルに漏れることを恐れ、殺害に及んだのではないかと推測している。
2004年に京都市で開催された国際ワークショップにおいて、イスラエル出身のパレスチナ人ムスリム学生ムハンマド・アブー・サムラは、完璧な存在は神のみであって完璧な宗教など存在せず、聖典であるクルアーンもまた例外ではないとした上で、イスラーム世界における自由な思想への迫害や差別・不平等の責任を外部に転嫁すべきではなく、ムスリムとしてイスラームの抑圧的な側面も直視しなければならないと主張した。これに対し中田は、クルアーンが完全ではないという主張はイスラーム学のコンセンサスに反するものでありイスラームへの冒涜に他ならず、同志社大学一神教学際研究センター(CISMOR)の学問的信用性を傷つけるものであると主張して編集会議において議事録からの削除を訴えた。しかし中田の主張は他のメンバーに受け入れられず、アブー・サムラの発言は議事録から削除されなかった。
アッラーフからの啓示を受けた預言者を自称し聖久律法会（2015年4月より「ダールルハック」に改称）を創始した宮内春樹（現在カリフメディアミクス代表取締役CEO）との会談において、最後の預言者ナビィであるムハンマドの存在と日本における「預言者」宮内の存在は矛盾せず、宮内についてイスラームの教えを日本で広める役割を担うと認識しているが、内部における異端に対しイスラームは非常に厳しいため注意が必要と釘を刺した。

#### ターリバーンについて
ターリバーンのウェブサイトをアラビア語から日本語に訳す作業を行っており、その結果をTwitterやウェブサイトに載せている。自身はあくまで中立的な立場であり、ターリバーンの欧米理解は欧米のターリバーン理解と同様一面的であり、話の通じない独善的な面ばかりではないが一方で自己中心的な面もあるとした上で、バランスをとるためにターリバーンの主張を紹介するとしている。
ターリバーンによるバーミヤン遺跡の石仏破壊に関しては、石仏が個人の所有物ではない国有財産である以上、行政権者がそれを破壊してもイスラーム法上何ら問題ない行為であるとの見解を示した。そして他宗教に対する非寛容のあらわれとする報道に対して、イスラームでは異教徒の生命・財産・信仰・名誉といった権利を否定しておらず、イスラーム法の文脈を理解していないと批判している。
ターリバーンの女性教育に関して、ターリバーンのウェブサイトにおける主張を日本語訳した上で、女性教育そのものをタリバーンは禁止しておらず、イスラームの教えに基づいた男女別学の女性教育が出来るようになるまでの間、暫定的措置として女性教育を停止しただけとしている。よってターリバーンが女性教育を禁止したというのは事実の歪曲であると主張している。
2021年8月15日、Twitterでターリバーンの復権を祝うツイートを投稿した。

## ISILとの関係

### ISILについての考え
ISILについては、ヘーゲル米国防長官が「かつてない脅威」と評した事を受け、「それはそうだろう。人類と大地を偶像神リヴァイアサン領域国民国家から解放するカリフ制再興の先触れなのだから」としている。
ISILのヤズィーディー教徒虐殺や奴隷化については、「愚かな。これでイラクのクルドもキリスト教徒もヤズィーディー教徒も外国の異教徒に助けを求めてカリフ国に敵対する道を選んだことで本当に虐殺の対象になる。」、「ヤズィーディー教徒が虐殺を逃れて、とか報道されているが、ISカリフ国が彼らの殺害を命じていたなら、この丸腰の彼らなど全員瞬殺されていたはず。そもそも女子供は殺害禁止だし(奴隷にはできるけれど)。」、「ヤズィーディー教、全く興味ないし理解もできないが、本気で信じているなら、はた迷惑だが殉教でもなんでもすればよい。それが宗教の自由。」、「ああ、どうして私はこんなヤズィーディーなどというどうでもいいものを相手に時間を浪費させられているんだろう。 (／。＼)」、とツイッターでつぶやいた。中田は現在も性奴隷にされた犯罪被害者のヤズィーディー教徒を差別している。

### ISILへの接触
2013年3月からISILの支配地域に何度も足を運び、ISILの司令官らと接触しており、司令官と直接情報交換できることを明らかにしている。2014年9月には、常岡浩介と一緒にISIL支配地域に入っている。

### 日本人の紹介
ISILに戦闘員として参加を希望する当時26歳の日本人学生に対して、ISIL司令官に連絡をとり参加の仲介をした。2014年8月中田はその学生に面会し、中田の立会いで学生はイスラム教に入信した。中田は学生のシリアへの渡航のためにルートと通訳を手配し、シリア入国後は中田が紹介したISIL幹部が出迎え戦闘員になる予定であった。参加計画は渡航直前に警視庁公安部によって私戦予備・陰謀事件として阻止され、学生は身柄を拘束され、中田と常岡浩介らは事情聴取と家宅捜索を受けた。また別に千葉県内の20歳男性も中田に連絡を取り、2014年8月にシリア渡航する予定であったが、家族が説得したために未遂に終った。2019年7月3日、警視庁公安部は元学生と中田ら5名を私戦予備・陰謀容疑で書類送検した。同容疑の適用は全国初だという。7月22日、東京地方検察庁は中田含む5人全員を不起訴処分とした。

### 日本人拘束事件
ISILによる日本人拘束事件に関連して2015年1月22日に記者会見を行い、ISILの高官と人質の解放について話し合う用意があると述べたが、これは実現しなかった。
邦人2名の死亡が判明した後の2015年2月5日の参議院予算委員会で、日本を元気にする会代表(当時)の松田公太が中田の会見に応えなかった意図について問い、外務大臣の岸田文雄は交渉の内容等について「控えなければならない」として中田には触れず、第97代内閣総理大臣(当時)の安倍晋三は「こういう出来事が起こりますと、中田さんだけではなくて、自分はこういうルートがあるから協力したいという人が結構出てくるんですよ。しかし、それは取捨選択を当然しなければなりません。」 と発言した。

## 趣味
漫画やライトノベルを読む。カリフをテーマとしたライトノベル「カリフラノベ」を提唱しており、自身もカリフラノベ『俺の妹がカリフなわけがない!』を執筆しTwitter上において不定期連載し、後に同人誌の形で頒布した。中田版を原作とする漫画版も同人出版されている。同作は2020年7月14日に晶文社から出版された。商業ライトノベルも読み、西尾維新と、『やはり俺の青春ラブコメはまちがっている。』を好きな作品として挙げている。
灘校では将棋同好会の会長であり、現在でも将棋に熱中している。棋士の牧野光則と親交があり、東京都豊島区や京都市右京区でイベントを行い、駒落ちで対局している。

## 著書
- 『ビンラディンの論理』小学館文庫 2001
- 『イスラームのロジック―アッラーフから原理主義まで』講談社選書メチエ 2001
- 『イスラーム法の存立構造―ハンバリー派フィクフ神事編』ナカニシヤ出版 2003
- 『正典としてのクルアーン ヘブライ語聖書・新約との比較分析』ムスリム新聞社  2007
- 『イスラーム私法・公法概説 財産法編』日本サウディアラビア協会 2007
- 『カリフ制再興 ―― 未完のプロジェクト、その歴史・理念・未来』太田出版 2015
- 『イスラーム 生と死と聖戦』集英社新書 2015
- 『私はなぜイスラーム教徒になったのか』太田出版 2015
- 『イスラーム法とは何か?』作品社 2015
- 『イスラームの論理』筑摩選書 2016
- 『イスラーム入門 文明の共存を考えるための99の扉』集英社新書 2017
- 『帝国の復興と啓蒙の未来』太田出版 2017
- 『みんなちがって、みんなダメ』ベストセラーズ 2018
- 『13歳からの世界征服』百万年書房 2019
- 『俺の妹がカリフなわけがない!』晶文社 2020
- 『宗教地政学から読み解くロシア原論』イースト・プレス 2022
- 『どうせ死ぬ この世は遊び 人は皆　1日1講義1ヶ月で心が軽くなる考えかた』実業之日本社 2023
- 『イスラームから見た西洋哲学』河出新書 2024

### 共編著
- 『原理主義から世界の動きが見える キリスト教・イスラーム・ユダヤ教の真実と虚像』PHP新書  小原克博、手島勲矢 2006
- 『カリフ制こそ解答』編 ムスリム新聞社 2007
- 『イスラーム私法・公法概説 家族法編』日本サウディアラビア協会 浜本一典、松山洋平、前野直樹共著 2009
- 『イスラームの豊かさを考える』奥田敦共編著 丸善プラネット 2011
- 『マイノリティ・ムスリムのイスラーム法学』塩崎悠輝編著、ユースフ・アル=カラダーウィー、赤瀬イマン、松山洋平、山本直輝著 日本サウディアラビア協会 2012
- 『一神教と国家 イスラーム、キリスト教、ユダヤ教』集英社新書  内田樹 2014
- 『日本でいちばんイスラームを知っている中田考先生に、灘高で同級の勝谷誠彦が教えてもらった!  日本一わかりやすいイスラーム講座 』アスコム 勝谷誠彦 2015
- 『世界はこのままイスラーム化するのか』幻冬舎新書 島田裕巳 2015
- 『クルアーンを読む カリフとキリスト (atプラス叢書13) 』太田出版 橋爪大三郎 2015
- 『非道とグローバリズム 新聞とテレビが絶対に言えない「宗教」と「戦争」の真実』和田秀樹共著 ブックマン社 2016
- 『イスラームとの講和 文明の共存をめざして』内藤正典共著 集英社新書 2016

### 翻訳
- イブン・タイミーヤ「イスラーム政治論－シャリーアによる統治」湯川武訳 1991
- ムハンマド・アル＝サーリフ・アル＝ウサイミーン（アラビア語版、英語版）『イスラームの信仰 スンナ派信条』ハサン中田考訳 ムスリム新聞社 1995
- コリーン・ゼクストン（Colleen Sexton）『イエメン』(目で見る世界の国々)国土社 1996
- ムスタファー・アッスィバーイー（アラビア語版、英語版）『預言者伝』日本ムスリム協会 2001.5(第2刷)
- 『やさしい神さまのお話』 ハビーバ中田香織共編著 ムスリム新聞社 2008
- イブン・タイミーヤ『イブン・タイミーヤ政治論集』作品社 2017
- アブドルワッハーブ・アル=カブーリー『ターリバーンの政治思想と組織』現代政治経済研究社 2018

### 監修
- 中田香織訳『タフスィール・アル=ジャラーライン（ジャラーラインのクルアーン解釈）第1〜3巻』日本サウディアラビア協会 2002,2003,2006
- 伊藤真恵訳『砂丘を越えて 現代サウディ文学選集』日本サウディアラビア協会 2009
- 『イスラーム私法・公法概説 財産法編』松山洋平著 日本サウディアラビア協会 2008
- 山本直輝著『日本でイスラームの精髄を生きるーナーブルスィーと共に』日本サウディアラビア協会 2013年
- 中田香織,下村佳州紀訳『日亜対訳 クルアーン - 「付」訳解と正統十読誦注解』「正統十読誦注解」松山洋平訳著 作品社 2014
- ウニゲームス『カリフ』2019
- ウニゲームス『カリフ 第五の黒き旗』2020

### 監訳
- 『訳解 クルアーン』中田香織・下村佳州紀訳、黎明イスラーム学術・文化振興会, 2011
- アブドルバーリ・アトワーン（アラビア語版、英語版）『イスラーム国』春日雄宇訳、集英社インターナショナル 2015
- アフメト・ダウトオール『文明の交差点の地政学――トルコ革新外交のグランドプラン』 メフメト・ファーティヒ本田恭介・久間達也と共訳、書肆心水, 2020、ISBN 4910213090

### 日本語
- 中田考 (@HASSANKONAKATA) - X
- ハサン中田考の部屋 - ウェイバックマシン（2003年4月11日アーカイブ分）[リンク切れ]
- 株式会社カリフメディアミクス
- 株式会社東講

### アラビア語
- البيان من حسن كو ناكاتا إلى الدولة الإسلامية - YouTube （アラビア語）
- Hizbut Tahrir Indonesia | JICMI 2013 | Prof. Hasan Ko Nakata - YouTube （アラビア語） （英語） - アラビア語は冒頭の挨拶のみ[リンク切れ]
- قصة اسلام د. حسن كو ناكاتا من اليابان | قصتى مع الخلاص - YouTube （アラビア語）
- Afghanistan International Islamic University - YouTube （アラビア語）
- INTERNATIONAL KHILAFAH CONFERENCE (Prof. Hasan Ko Nakata) - YouTube （日本語） （アラビア語） - 中田のスピーチは0:28から09:09まで、最初と最後は現地語（インドネシア語？）の司会